# Georg Backlund
Anders Georg Backlund, född 9 december 1905 i Närpes, död där 28 juli 2002, var en finländsk riksdagsman, redaktör och skådespelare. Backlund representerade Demokratiska förbundet för Finlands folk (DFFF) i riksdagen 1953–1954, samt 1958–1970. Mellan 1973 och 1977 var han chefredaktör för vänstertidningen Ny Tid, som han var med och grundade 1944.

## Uppväxten och USA
Backlund föddes i Finby, Närpes stad i slutet på 1905 som det sjätte barnet av nio. Han var son till Josef Anders Backlund (tidigare med efternamnet Skinnars, men familjen bytte namn 1912) som var jordbrukare, sågverksägare och affärsman. Då fadern gick i konkurs omkring år 1920 flyttade familjen till USA. Georg Backlund stannade dock kvar i Finland och försörjde sig som yrkesmålare. Under 30-talet ägnade sig Backlund åt självstudier men tog aldrig någon examen.
Åren 1929-32 var Backlund olagligen bosatt i USA och upplevde där börskraschen på Wall Street och dess följder. Han började då allt mer intressera sig för politik och influerades av sin äldre bror Hjalmar som var socialist. Backlund anslöt sig 1930 till det amerikanska kommunistpartiet. Då han verkat som skådespelare hade han träffat Aili Kovanen som senare skulle komma att bli hans hustru. När han senare vände tillbaka till Finland bestämde han sig för att först resa till Sovjetunionen för att arbeta. Då han inte fick tag på någon bostad återvände han dock till Finland.